# Magonismo
Il Magonismo è una scuola di pensiero anarchica, o più precisamente anarco-comunista, precorritrice della rivoluzione messicana del 1910. Si basava principalmente sulle idee di Ricardo Flores Magón, e dei suoi fratelli Enrique e Jesús, e anche di altri collaboratori del quotidiano messicano Regeneración (organo del Partito Liberale Messicano), come Práxedis Guerrero, Librado Rivera e Anselmo Figueroa. I Magonisti come forza rivoluzionaria aspiravano ad abolire il potere, non esercitarlo; il loro obiettivo era l'autoemancipazione e l'autogoverno.
Tuttavia, la profonda e recente indagine sull'argomento: Il ritorno del compagno Flores Magón (2016) del ricercatore cileno Claudio Lomnitz, sottolinea che "il Partito Liberale Messicano era, in effetti, più un movimento che un partito e più un'etica che un movimento", e che, quindi, "l'epiteto di "magonista" era inteso tra i liberali come una deliberata distorsione dell'essenza del loro movimento, che si opponeva a qualsiasi culto della persona di Ricardo Flores Magón".

## Magonismo e anarchismo

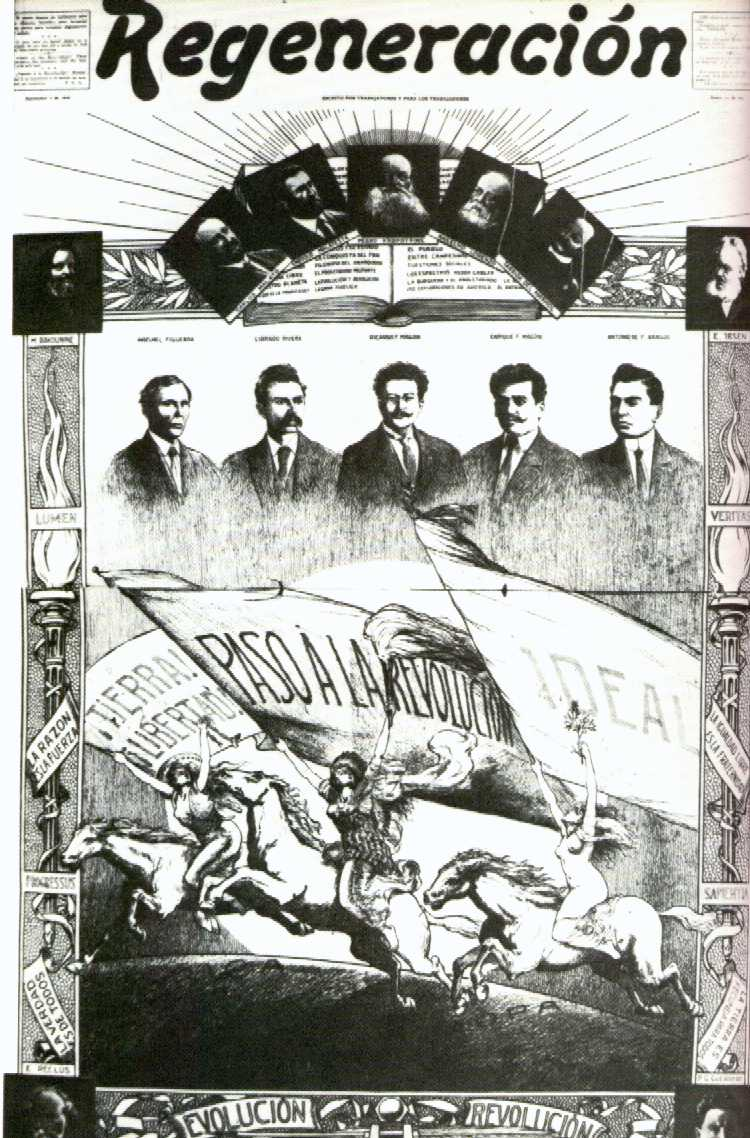
Copertina di Regeneración, con i ritratti del comitato organizzatore del PLM e degli anarchici europei (1910)

Il governo messicano e la stampa dell'inizio del XX secolo chiamarono magonisti persone e gruppi che condividevano le idee dei fratelli Flores Magón, che ispirarono il rovesciamento della dittatura di Porfirio Díaz e compirono una rivoluzione economica e politica. La lotta contro la tirannia incoraggiata dai Flores Magón violava il discorso ufficiale sulla pace porfiriana secondo il quale i manifestanti sono stati classificati come Revoltosos Magonistas (ovvero "Rivoltosi Magonisti") per isolare qualsiasi base sociale e preservare l'immagine della pace e dei progressi imposti dalla forza.
Entrambi i fratelli Flores Magón, come altri membri del Partito Liberale Messicano (PLM), usarono il termine magonista per riferirsi al movimento libertario che promossero; poiché sentivano di lottare per un ideale e di non elevarsi al potere di un capo o di un gruppo, si definivano "liberali", come erano organizzati nel PLM, e in seguito "anarchici". Lo stesso Ricardo Flores Magón affermò: i membri del Partito Liberale non sono magonisti, sono anarchici!. Nella sua opera letteraria Verdugos y Víctimas (cioè "Boia e Vittime"), uno dei personaggi risponde indignato quando viene arrestato e giudicato: non sono un magonista, sono un anarchico. Un anarchico non ha idoli.
Il pensiero magonista fu influenzato da filosofi anarchici come Michail Bakunin e Pierre-Joseph Proudhon, e altri come Élisée Reclus, Charles Malato, Errico Malatesta, Anselmo Lorenzo, Emma Goldman, Fernando Tarrida del Mármol e Max Stirner. Furono influenzati anche dalle opere di Marx, Gor'kij e Ibsen. Tuttavia le opere più influenti furono quelle di Pëtr Kropotkin La conquista del pane e Il mutuo appoggio: un fattore dell'evoluzione, allo stesso tempo furono influenzate dalla tradizione liberale messicana del XIX secolo e dal sistema di autogoverno dei nativi americani.

## Magonismo e movimento indigeno

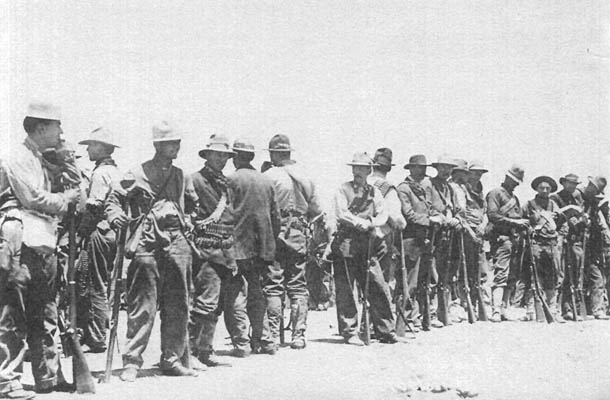
Magonisti a Tijuana nel 1911

I popoli indigeni, dopo la conquista spagnola del Messico, cercarono di preservare la pratica della democrazia diretta, il processo decisionale in assemblea, la rotazione delle cariche amministrative, la difesa della proprietà comunitaria, l'aiuto reciproco come risorsa della comunità e l'uso razionale delle risorse naturali, condiviso principi anarchici sollevati dai magonisti. 
L'influenza diretta del pensiero indigeno nel magonismo furono gli insegnamenti di Teodoro Flores, militare ed intellettuale liberale d'etnia zapoteca, padre dei fratelli Flores Magón, e la convivenza di altri membri del PLM con gruppi indigeni durante i periodi di organizzazione e insurrezione del partito, tra il 1905 e il 1910, come i Popoluca a Veracruz, gli Yaqui e Mayo a Sonora e i Cocopah in Bassa California. 
Fernando Palomares, un indigeno Mayo, fu uno dei membri più attivi del Partito Liberale che prese parte allo sciopero di Cananea e alla campagna libertaria del 1911 a Mexicali e Tijuana.

## Eredità

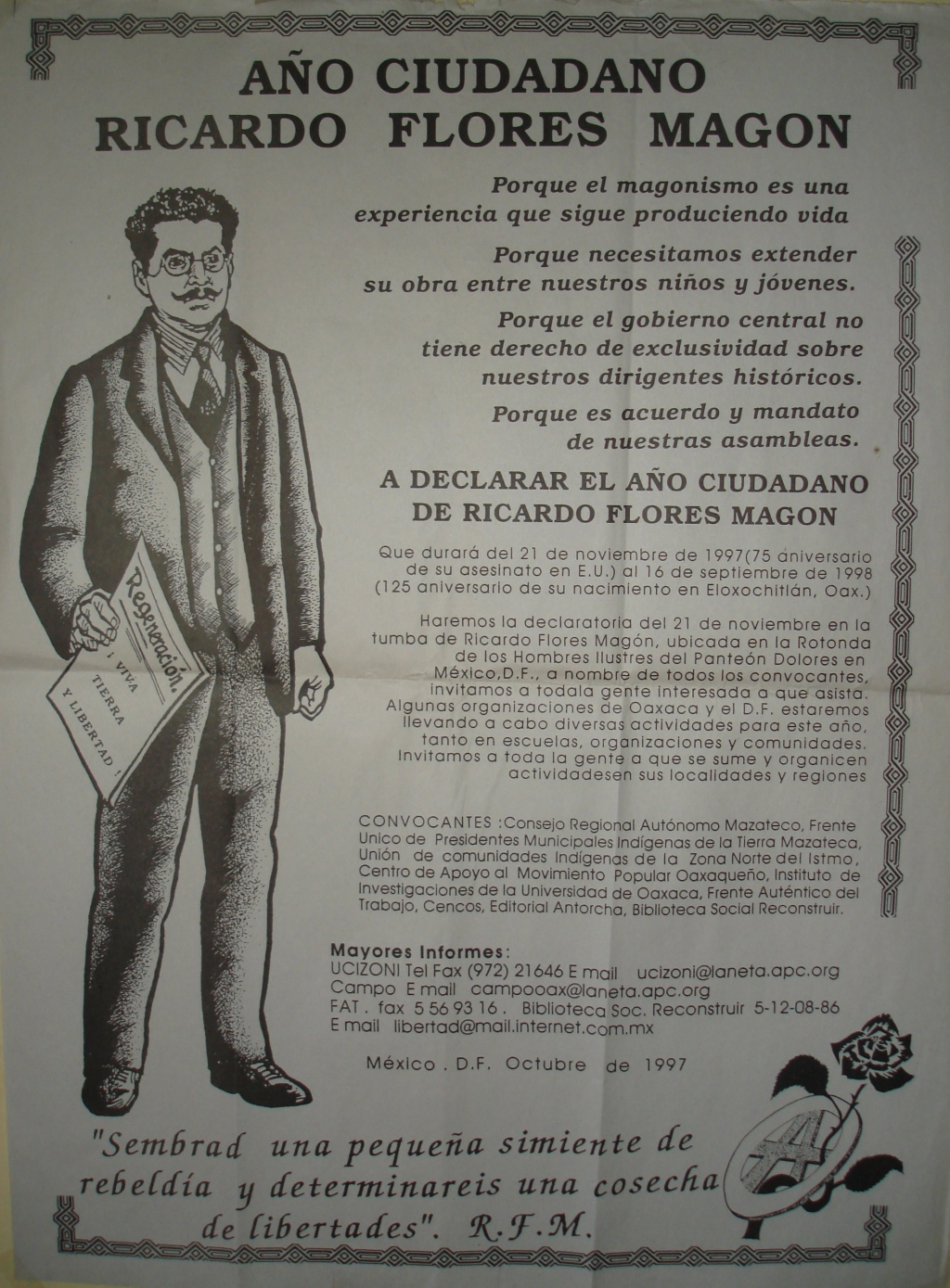
Poster dell'Anno del cittadino Ricardo Flores Magón (1997)

Dopo la fine della fase armata della rivoluzione messicana e dopo la morte di Ricardo Flores Magón nel 1922, iniziò la ripresa del pensiero magonista, principalmente da parte dei sindacalisti in Messico e negli Stati Uniti. Nel Messico post-rivoluzionario, le figure dei fratelli Flores Magón furono celebrate dai governi, considerandoli precursori della rivoluzione. Sia le insurrezioni del 1910 come i diritti sociali sanciti dalla Costituzione messicana del 1917 furono dovuti in gran parte ai magonisti, che dal 1906 presero le armi e redassero un programma economico e sociale. 
Tuttavia, sebbene le richieste che portarono alla rivoluzione in teoria fossero state accolte nella Costituzione e nei discorsi dei governi rivoluzionari, non vi furono cambiamenti significativi nella vita delle popolazioni più vulnerabili. Anche i magonisti considerarono di non lottare per cambiare gli amministratori dello stato, ma per abolirli. Per questo motivo, i magonisti sopravvissuti continuarono a diffondere propaganda anarchica. Librado Rivera fu perseguitato e imprigionato durante il governo di Plutarco Elías Calles ed Enrique Flores Magón, che credeva che la rivoluzione sociale messicana non fosse ancora finita, poté godere di sicurezza fino alla presidenza di Lázaro Cárdenas. 
La Federazione Anarchica Messicana, fondata nel 1941 e attiva per circa 40 anni, pubblicò il giornale Regeneración e diffuse il pensiero magonista. 
Negli anni '80 il magonismo sopravvisse in alcuni gruppi anarco-punk giovanili. La Biblioteca Social Reconstruir, fondata nel 1978 dall'anarchico spagnolo in esilio Ricardo Mestre e situata a Città del Messico, è una biblioteca dove trovare letteratura anarchica e opere su Ricardo Flores Magón o copie di Regeneración .
Nel 1994, quando l'Esercito Zapatista di Liberazione Nazionale (EZLN) prese le armi nel Chiapas, rivendicò le idee dei fratelli Flores Magón. Nel 1997, le organizzazioni indigene, i gruppi sociali di libertari e i consigli municipali dello stato di Oaxaca, dichiararono l'"Anno del cittadino Ricardo Flores Magón" dal 21 novembre (1997) al 16 settembre 1998.
Nell'agosto 2000, guidato dalle organizzazioni indigene nello stato di Oaxaca e dai gruppi libertari a Città del Messico, si tennero i Giorni Magonisti (Jornadas Magonistas) per i 100 anni dalla fondazione del quotidiano Regeneración. Nella insurrezione popolare di Oaxaca del 2006, presero parte organizzazioni e gruppi giovanili influenzati anche dagli ideali dei magonisti anarchici.